# Tawny Roberts
Tawny Roberts (Dallas, Texas, 1979. március 18. –) amerikai pornószínésznő.
Tradicionális mormon családban nevelkedett. Elhagyta Texast és Los Angelesbe költözött. Az Odyssey, Evil Angel és Digital Sin cégeknek dolgozott.

## Válogatott filmográfia
| - Fusxion Fantasies 2 (2007) (V) - Where the Boys Aren't 18 (2007) (V) - Hole Sweet Hole (2006) (V) - Jenna Loves Justin (2006) (V) - Cum Snatchers 2 (2006) (V) - Emperor (2006) (V) - The Best of Amateur Angels (2006) (V) - Blondes 90210 (2005) (V) - Groupie (2005) (V) - Janine's Got Male (2005) (V) - Vivid Girl Confidential: Tawny Roberts (2005) (V) - Virgin Patrol (2005) (V) | - Pretty Mess (2005) (V) - My Favorite Hot & Horny Blondes 1 (2005) (V) - Internal Pop Shots (2005) (V) - Hot Blondes Rock My Cock (2005) (V) - The Adventures of Be the Mask 3 (2005) (V) - Dance Party (2005) (V) - Best Deep Throat on the Planet (2005) (V) - Glamazon (2005) (V) - Slip Inside (2005) (V) - Centerfold Secrets (2005) (V) - 100% Blowjobs 30 (2004) (V) - Matrix Pornstars (2004) (V) |